# Casimir Loxsom
Casimir Loxsom (né le 17 mars 1991 à New Haven) est un athlète américain, spécialiste du 800 mètres.

## Biographie
Il se révèle en 2010 lors des championnats du monde juniors de Moncton en remportant la médaille d'argent du 800 mètres, derrière le Kényan David Mutua.

## Palmarès
| Date | Compétition                   | Lieu    | Résultat | Épreuve   | Temps         |
| ---- | ----------------------------- | ------- | -------- | --------- | ------------- |
| 2010 | Championnats du monde juniors | Moncton | 2e       | 800 m     | 1 min 46 s 57 |
| 2015 | Relais mondiaux de l'IAAF     | Nassau  | 1er      | 4 x 800 m | 7 min 04 s 84 |
| 2017 | Relais mondiaux de l'IAAF     | Nassau  | 1er      | 4 x 800 m | 7 min 13 s 16 |

## Records
| Épreuve | Temps         | Lieu    | Date             |
| ------- | ------------- | ------- | ---------------- |
| 800 m   | 1 min 45 s 28 | Burnaby | 1er juillet 2011 |